# Lijst van onroerend erfgoed in Zonhoven
Een overzicht van het onroerend erfgoed in de gemeente Zonhoven. Het onroerend erfgoed maakt deel uit van het cultureel erfgoed in België.

## Bouwkundig erfgoed
| Object                                   | Erfgoedstatus? | Bouwjaar of architect            | Deelgemeente | Adres               | Coördinaten                   | Nummer? | Afbeelding                               |
| ---------------------------------------- | -------------- | -------------------------------- | ------------ | ------------------- | ----------------------------- | ------- | ---------------------------------------- |
| Boswachtershuisje en tuinierswoning      |                | 1854                             | Zonhoven     | Vrunstraat 1-2      | 51° 0' 6" NB, 5° 19' 11" OL   | 22525   | Boswachtershuisje en tuinierswoning      |
| L-vormige hoeve                          |                | 19e eeuw, 1930, 1942             | Zonhoven     | Bruinstraat 26      | 51° 0' 19" NB, 5° 21' 37" OL  | 23200   | L-vormige hoeve                          |
| Parochiekerk Sint-Quintinus              | Monument       | eerste helft 15e eeuw, 1785-1788 | Zonhoven     | Dorpsstraat         | 50° 59' 29" NB, 5° 22' 5" OL  | 23204   | Parochiekerk Sint-Quintinus              |
| Huis De Franse Kroon                     | Monument       | 1782                             | Zonhoven     | Dorpsstraat 53      | 50° 59' 41" NB, 5° 22' 5" OL  | 23205   | Huis De Franse Kroon                     |
| Gemeentehuis van Zonhoven                | Monument       | 1788                             | Zonhoven     | Heuvenstraat 4      | 50° 59' 28" NB, 5° 22' 4" OL  | 23206   | Gemeentehuis van Zonhoven                |
| Burgerhuis                               |                | tweede helft 18e eeuw, voor 1914 | Zonhoven     | Dorpsstraat 23      | 50° 59' 34" NB, 5° 22' 4" OL  | 23209   | Burgerhuis                               |
| Classicistisch burgerhuis gedateerd 1767 | Monument       | 1767                             | Zonhoven     | Dorpsstraat 40      | 50° 59' 34" NB, 5° 22' 6" OL  | 23210   | Classicistisch burgerhuis gedateerd 1767 |
| Kapel Onze-Lieve-Vrouw van Ten Eikenen   | Monument       | 1483, 1550, ca. 1900             | Zonhoven     | Eikenenweg 43       | 51° 0' 11" NB, 5° 21' 51" OL  | 23211   | Kapel Onze-Lieve-Vrouw van Ten Eikenen   |
| Hoeve met woonhuis                       |                |                                  | Zonhoven     | Eikenenweg 53       | 51° 0' 10" NB, 5° 21' 49" OL  | 23212   | Hoeve met woonhuis                       |
| Onze-Lieve-Vrouwekapel                   |                | eind 19e - begin 20e eeuw        | Zonhoven     | Halveweg            | 50° 59' 25" NB, 5° 20' 51" OL | 23214   | Onze-Lieve-Vrouwekapel                   |
| L-vormige hoeve                          |                | eerste helft 19e eeuw            | Zonhoven     | Heuveneindeweg 9    | 50° 58' 56" NB, 5° 21' 60" OL | 23216   | L-vormige hoeve                          |
| Langgestrekte hoeve                      |                | voor 1914                        | Zonhoven     | Hortstraat 14       | 50° 59' 57" NB, 5° 20' 47" OL | 23217   | Langgestrekte hoeve                      |
| Semi-gesloten hoeve                      |                | 1870                             | Zonhoven     | Hortweidenweg 75    | 51° 0' 1" NB, 5° 21' 5" OL    | 23218   | Semi-gesloten hoeve                      |
| Onze-Lieve-Vrouwekapel van 1790          | Monument       | 1790                             | Zonhoven     | Kapelhof            | 50° 59' 14" NB, 5° 22' 3" OL  | 23220   | Onze-Lieve-Vrouwekapel van 1790          |
| Villa Sprookje                           |                | 1956; Armand Corthouts           | Zonhoven     | Klapstraat 4        | 50° 59' 10" NB, 5° 22' 13" OL | 23221   | Villa Sprookje                           |
| Villa Cortenshof                         |                | 1955; Emile Corthouts            | Zonhoven     | Klapstraat 10       | 50° 59' 9" NB, 5° 22' 16" OL  | 23222   | Villa Cortenshof                         |
| Onze-Lieve-Vrouwekapel van 1753          |                | 1753                             | Zonhoven     | Kleine Hemmenweg    | 50° 59' 48" NB, 5° 22' 25" OL | 23223   | Onze-Lieve-Vrouwekapel van 1753          |
| Watermolen                               |                | 19e eeuw                         | Zonhoven     | Korenmolenweg 36    | 50° 59' 41" NB, 5° 24' 12" OL | 23224   | Watermolen                               |
| Langgestrekte hoeve                      |                | 19e eeuw                         | Zonhoven     | Kriekelstraat 9     | 51° 0' 5" NB, 5° 20' 56" OL   | 23225   | Langgestrekte hoeve                      |
| Hoeve met losse bestanddelen             |                | 19e eeuw, 1886                   | Zonhoven     | Molenschansweg 1    | 50° 59' 11" NB, 5° 23' 50" OL | 23226   | Hoeve met losse bestanddelen             |
| Watermolen                               |                | voor 1914                        | Zonhoven     | Oppelsenweg z.nr.   | 50° 59' 31" NB, 5° 23' 10" OL | 23229   | Watermolen                               |
| Langgestrekte hoeve                      |                | 19e eeuw                         | Zonhoven     | Schavert 5          | 50° 59' 21" NB, 5° 20' 44" OL | 23231   | Langgestrekte hoeve                      |
| Onze-Lieve-Vrouwekapel van 1844          |                | 1844, 1907                       | Zonhoven     | Zavelstraat         | 50° 59' 42" NB, 5° 21' 34" OL | 23232   | Onze-Lieve-Vrouwekapel van 1844          |
| De Holsteen                              | landschap      |                                  | Zonhoven     | Holsteenweg         | 50° 59' 45" NB, 5° 25' 1" OL  | 84272   | De Holsteen                              |
| Vranckenschans of Donckeschans           | Monument       | 1601                             | Zonhoven     | Vrankenschansweg 16 | 50° 58' 45" NB, 5° 20' 19" OL | 200331  | Vranckenschans of Donckeschans           |
| Oorlogsmonument                          | Monument       | 1922 Mouffart en Ghallen         | Zonhoven     | Kerkplein           |                               | 215791  | Oorlogsmonument                          |

### Bouwkundige gehelen
| Object            | Erfgoedstatus? | Bouwjaar of architect | Deelgemeente | Adres             | Coördinaten                   | Nummer? | Afbeelding        |
| ----------------- | -------------- | --------------------- | ------------ | ----------------- | ----------------------------- | ------- | ----------------- |
| Tuinwijk Beverzak |                | 1923 Alexis Dumont    | Zonhoven     | Tuinwijk Beverzak | 50° 58' 24" NB, 5° 21' 29" OL | 301509  | Tuinwijk Beverzak |